# Glenn Micallef
 (30 luglio 1989) è un funzionario e politico maltese, Commissario europeo per l'equità intergenerazionale, la gioventù, la cultura e lo sport nella Commissione von der Leyen II dal 1° dicembre 2024 ed in precedenza capo di gabinetto del primo ministro di Malta Robert Abela dal 2020 al 2024.